# Chlaenius nepos
Chlaenius nepos is een keversoort uit de familie van de loopkevers (Carabidae). De wetenschappelijke naam van de soort is voor het eerst geldig gepubliceerd in 1876 door baron Maximilien de Chaudoir. Hij had de soort reeds in 1856 beschreven onder de naam Chlaenius discicollis, maar discicollis bleek reeds in gebruik voor een andere soort beschreven door de la Ferté-Sénectère in 1851. De soort komt voor in Afrika (kustgebied van Senegal).